# پارک آسوکایاما
پارک آسوکایاما (به ژاپنی: 飛鳥山公園) یکی از پارک‌های  توکیو پایتخت ژاپن است. در درون پارک سه موزه به نام‌های موزهٔ کاغذ، موزهٔ شیبوساوا و موزهٔ آساکایامای منطقه کیتا وجود دارد.

## رسیدن به پارک
- جی آر، خط که‌ایهین-توهوکو، ایستگاه اوجی 王子駅 در جنوبی. از ایستگاه تا پارک ۱۰ دقیقه پیاده فاصله است.